# Krigelés
A krigelés geostatisztikában elterjedt lineáris becslési eljárás. Segítségével, variogramokat használva, kiszámolható valamely paraméter tetszőleges helyen várható értéke. Az eljárást Danie G. Krige dél-afrikai bányamérnökről nevezték el. Ugyanis ő volt az első, aki egy 1951-ben megjelent cikkében ezt a technikát alkalmazta: aranykészletek becslésére, elemi alapokon. A módszert a 60-as években F. G. Matheron matematikailag formalizálta. Azóta rengeteg változata keletkezett.  Térstatisztikai adatok feldolgozásának nagyon elterjedt módszere. Főleg a geostatisztikában, különösen gyakran a bányászatban alkalmazzák.

## Egyszerű krigelés

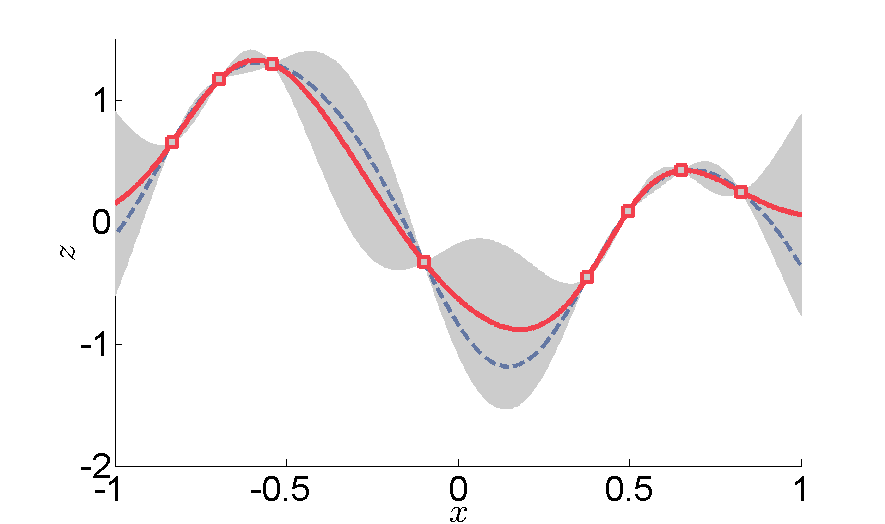
Krigeléssel végzett egydimenziós becslés. A négyzetek a mért értékek, a szürke területek normális eloszlással számolt konfidencia tartományok.

Egy térbeli változó értékét egy {\displaystyle s_{0}} pontban úgy határozza meg (becsli, közelíti), hogy a változó {\displaystyle (s_{1},s_{2},...s_{n})} pontokbeli ismert értékeinek egy olyan függvényét veszi, amely a {\displaystyle (s_{0},s_{1},s_{2},...s_{n})} pontok egymáshoz viszonyított térbeli helyzetétől is függ.
Az {\displaystyle s_{0}}-beli, ismeretlen érték közelítésére használt függvény értéke legegyszerűbb esetben a mérések egy olyan lineáris kombinációja, ahol a lineáris kombináció súlyai függnek a mérési helyek és az {\displaystyle s_{0}} egymáshoz viszonyított pozíciójától és közvetve a mérések értékétől is — a mérések közt feltételezett kovarianciák alapján.
A modell kovarianciákra tett feltételei általában stacionaritás jellegűek, a két alapváltozat a másodrendű és a belső stacionaritás. A másodrendű stacionaritás esetén azt tesszük fel, hogy az egyes pontok közti kovariancia a térben eltolás invariáns. A belső stacionaritás esetén pedig azt, hogy a kovariancia két mérés közt csak a két pont távolságától függ. Fontos megjegyezni, hogy első ránézésre ez utóbbi erősebb feltételezésnek látszik, mégsem következik belőle a másodrendű stacionaritás.
A Krige-modell alapján a vizsgált változó értékére becslés adható a tér tetszőleges pontjában.
Általában úgy használják, hogy a változó értékének becsléseit előbb rácsszerűen elhelyezkedő pontokban veszik.
Majd a becslések alapján, ha változó például egy felszín magassága volt, akkor térképet rajzolnak. Ha pedig például egy felszín alatti réteg vastagsága, ásvány tartalma stb. volt, akkor például mennyiség becslést számolnak.